# Zdobycie Akki przez mameluków
Zdobycie Akki przez mameluków – oblężenie Akki, stolicy Królestwa Jerozolimskiego, przez wojska mameluków pod dowództwem sułtana Al-Aszraf Chalila, rozpoczęte 6 kwietnia 1291, a zakończone 18 maja tego roku zdobyciem miasta.

## Oblężenie
Oblężenie miasta rozpoczęło się 6 kwietnia 1291. Miasta broniły oddziały Wenecjan i Pizańczyków, a także rycerzy francuskich i angielskich. Mamelucy zasypali mury miejskie pociskami z katapult, wyrządzając bardzo poważne straty obrońcom. Kilkakrotnie szpitalnicy dokonywali wypadów z miasta, jednak te kończyły się niepowodzeniem. 4 maja do miasta przybył król Cypru i Jerozolimy Henryk ze swoim wojskiem, które wzmocniło obrońców twierdzy.
18 maja muzułmanie zdobyli mury zewnętrzne miasta, wdzierając się do wież obronnych. W końcu po zawaleniu się wewnętrznego muru wdarli się do centrum, gdzie rozgorzały zaciekłe walki. Król Henryk ratował się ucieczką na galerze. Los miasta był przesądzony. Ostatecznie 18 maja cała Akka znalazła się w rękach sułtana Al-Aszraf Chalila. Broniły się jeszcze tylko resztki templariuszy w swojej siedzibie na krańcu miasta. Po tygodniu rycerze skapitulowali za cenę swobodnego odpłynięcia z miasta, jednak gdy oddział mamelucki wkroczył do donżonu zajmowanego przez templariuszy by dopilnować ewakuacji, rozpoczęły się gwałty i grabież. Templariusze zdjęli więc flagę sułtana i wycięli oddział ekspedycyjny. Kolejne rozmowy nie dały rezultatu, walkę kontynuowano aż do 28 maja, gdy podkop wykonany przez muzułmanów doprowadził do runięcia donżonu, który pogrzebał żołnierzy obu walczących stron. W mieście zginęło wielu mieszkańców. Sułtan rozkazał zniszczenie miasta, z którego pozostały tylko ruiny.

## Skutki
Po upadku Akki kilka pozostałych miast znajdujących się w rękach krzyżowców, takich jak Tyr, Sydon, Bejrut czy Tortosa zostało zdobytych przez mameluków bądź ewakuowanych jeszcze w tym samym roku. Jedynie wysepka Arwad w pobliżu Tortosy była utrzymywana przez templariuszy aż do roku 1302. Z tego powodu utrata Akki uznawana jest właściwie za koniec istnienia państw krzyżowców w Ziemi Świętej.